# Современост
Современост је најстарији македонски часопис за књижевност, културу и уметност. Настао је 1951. године као директан наследник првог македонског часописа за уметност, науку и друштвена питања „Нови дан“.

## Историја
Први број првог часописа за уметност, науку и друштвене делатности, месечног часописа „Нови дан“ изашао је у октобру 1945. године. Уредници „Новог дана“ били су: Димитар Митрев, Владо Малески, Блаже Конески, Славко Јаневски и Коле Чашуле. 
Часопис за књижевност, културу и уметност „Современост“ основан је 1951. године од стране редакције „Новог дана” и директни је наследник овог часописа.

## Уредници и уређивачка политика
Главни и одговорни уредници „Савремености“ били су писци и публицисти:
1951 - Киро Хаџи Василев
1951-1952 - Владо Малески
1952-53 - Славко Јаневски, Димитар Митрев и Ацо Шопов
1954-1957 - Димитар Митрев
1958 - Александар Ежов
1958-1968 - Димитар Митрев
1969-1982 - Георги Сталев Поповски
1983-2002 - Александар Алексиев
2003-2012 - Васил Точиновски
2013-2017 - Славчо Ковилоски
2018 – Стефан Марковски
Део уредништва „Современости” били су македонски писци и глумци: Коле Чашуле, Васил Иљоски, Гого Ивановски, Гане Тодоровски, Цветко Мартиновски, Ташко Георгиевски, Мето Јовановски, Јован Бошковски, Миодраг Друговац, Томе Момировски, Ристо Аврамовски, Георги Старделов, Симон Дракул, Петар Ширилов, Благоја Анастасовски, Томе Саздов, Методи Манев, Виолета Мартиновска, Ранко Младеноски и други. У периоду књижевних полемика између реалиста и модерниста, „Савремености” је био часопис који је важио за гласника реализма, а главни ривал „Савремености“ у овом периоду био је часопис „Разгледи“, који се сматра гласником модернизма. „Савремености“ је имао велики утицај на промоцију и афирмацију македонске књижевности у земљи и иностранству. На страницама часописа дебитовали су многи македонски аутори, који су касније постали носиоци македонске прозе, поезије и драме (нпр. Стале Попов са причама „Мице Касапче” и „Петре Андов” и др.), али и аутори који су дали часопису печат (нпр. Ацо Шопов, Димитар Митрев, Блаже Конески и други).
Песме „Анђео Свете Софије”, „Гугучка”, „Спава болесно дете”, „Игра се са дететом” и друга позната дела Блажета Конеског првобитно су објављиване у разним бројевима „Савремености” из 1953. године.